# West Compton (Dorset)
Pour les articles homonymes, voir West Compton.
West Compton est une paroisse civile et un village du Dorset, en Angleterre.